# MyFerryLink
MyFerryLink war ein 2012 als Genossenschaft gegründetes Fährunternehmen, das aus dem Konkurs der früheren SNCF-Tochter SeaFrance hervorgegangen war. Es betrieb ab dem 20. August 2012 mit den beiden RoRo-Fährschiffen Rodin und Berlioz sowie ab dem 28. November 2012 mit der RoPax-Fähre Nord Pas-de-Calais eine Fährverbindung zwischen Calais und Dover. MyFerryLink bot Passagieren täglich bis zu 16 Überfahrten zwischen Dover und Calais und zusätzliche Frachtüberfahrten an.
Die Beschäftigten an Bord der MyFerryLink-Schiffe waren alle Mitglied einer Arbeiterkooperative – einer Société coopérative et participative (Scop). Letztere war Betreiber der Fährverbindung zwischen Großbritannien und Frankreich.
Die britische Wettbewerbskommission CMA entschied am 6. Juni 2013, dass Eurotunnel, der die drei MyFerryLink-Schiffe an die Scop verchartert hatte, den Fährbetrieb ab Dover nicht mehr betreiben dürfe. Eurotunnel legte gegen diese Entscheidung Berufung ein und die Fährverbindung wurde weiter betrieben. Am 9. Januar 2015 wurde vom Gericht entschieden, dass das Unternehmen innerhalb der nächsten sechs Monate verkauft werden müsse. MyFerryLink ging erfolgreich hiergegen an: Mitte Mai 2015 erfolgte ein weiteres Urteil, wonach es zu schwerwiegenden Fehlern in der Analyse der CMA gekommen war. Der hierauf aufbauende Erstentscheid wurde aufgehoben, die Fährverbindungen konnte weiter betrieben werden. 
Am 8. Juni 2015 wurde bekannt, dass DFDS im Wege eines Lease-buy-Verfahrens die beiden Schiffe Rodin und Berlioz übernimmt. Die Frachtfähre Nord pas des Calais werde Eurotunnel als Gefahrgutfähre weiter betreiben. Am 24. Juni 2015 blockierten Mitarbeiter von MyFerryLink den Tunnel unter dem Ärmelkanal, um gegen die Abgabe der Schiffe an DFDS zu protestieren. Am 30. Juni 2015 wiederholten sie ihre Aktionen dort und außerdem im Hafen von Calais.
MyFerryLink stellte den Betrieb zum 2. Juli 2015 ein. Die Nord Pas-de-Calais fährt seit 2016 als Al Andalus Express für die Förde Reederei Seetouristik zwischen Spanien und Marokko.

## Flotte
| Schiff             | Baujahr | Reedereibetrieb | Vorherige(r) Name(n)                                                     | Bild |
| ------------------ | ------- | --------------- | ------------------------------------------------------------------------ | ---- |
| Rodin              | 2001    | 2012–2015       | Seafrance Rodin                                                          |      |
| Berlioz            | 2005    | 2012–2015       | Seafrance Berlioz                                                        |      |
| Nord Pas-de-Calais | 1987    | 2012–2015       | Nord Pas-de-Calais (1987–1996), Seafrance Nord Pas-de-Calais (1996–2012) |      |